# K.I.A. (Krapoel In Axe)
K.I.A. of Krapoel In Axe is een van de eerste Vlaamse hiphopgroepen en scoorde sinds 1997 hoog in de hitlijsten van eigen land. De leden rappen in hun eigen streektaal: "het Vloms" (het Vlaams) uit Aarschot, een Hagelands dialect. Enkele van hun bekendste nummers zijn ongetwijfeld Zaterdag en 1,2,3,4,5,6,7.

## Geschiedenis
Krapoel In Axe ontstond omstreeks 1993 uit de Aarschotse crew 'de Diversen', toen Cliffke toetrad tot de groep. Na het scoren van enkele lokale undergroundhits namen ze deel aan 'Battle of the Bands', waar ze werden opgemerkt door een afgevaardigde van ARS. Kort daarna werd K.I.A. dan ook bij ARS getekend.
Hun eerste release bij platenfirma ARS was de single Zaterdag (1997) waarvan 30.000 exemplaren verkocht werden. Ze waren hierna geregeld te gast bij Tien Om Te Zien, de muziekshow van tv-station VTM. De opvolgers 1,2,3,4,5,6,7, Zomer en 't Sniejewt werden ook hits en van hun debuutplaat Zonder boe of ba werden 15.000 exemplaren verkocht.
K.I.A. kreeg echter steeds meer en meer tegenwind door hun obscene taalgebruik en de single Siliconentetten (1998) werd geweigerd op de meeste radiostations en op de televisie. Jan 'Jakke' Wouters verliet de groep en rond de 2 overgebleven leden werd het stil.
In 2001 brachten ze het nummer Geanalizeerd uit bij EMI. Opvallend was de videoclip bij deze song, met Jean-Pierre Van Rossem als de anaalonderzoekende dr. Guy Vago. Ook de master voor hun nieuwe full-cd Ongecensureerd werd bij EMI opgenomen, maar het grove taalgebruik kon voor EMI niet door de beugel. Ze werden door het label gedropt en door de hoge afkoopprijs die EMI vroeg voor de master kon geen enkele platenfirma hem "overkopen". Ongecensureerd werd in 2002 uitgebracht onder het eigen label 'Krapoelrecords'. Kort hierna splitte de groep wegens onderlinge meningsverschillen.
In de zomer van 2011 hielden ze speciaal voor het Aarschotse Hageland festival een reünieconcert. Op 31 maart 2012 traden zij nogmaals op, dit keer in het kader van 'Back to the 90s', in het Sportpaleis te Antwerpen.
In 2014 was er bij Q-music de Top 500 van de 90's. Als uithangbord voor deze top 500 werd het liedje Krapoelekesdag gebruikt. Dit was een nieuw liedje geschreven door Vrancken, samen met Q-dj's Vincent Vangeel en Rik Boey, op de muziek van Zaterdag. Op vrijdag 21 februari 2014 bracht de groep nog enkele nummers op de radio. In 2016 maakte de groep haar comeback en werd het nummer Og's uitgebracht, wat gevolgd werd door een aantal optredens.

## Discografie[2]

### Singles
- 't Sniejewt (in den diepvries) (1997)
- Zaterdag (1997)
- 1,2,3,4,5,6,7 (1997)
- Zomer (1997)
- Wie Gatte Funk (1998)
- Silicone (1998)
- Stem op Cliffke & de Vjee (1999)
- Geanalizeerd (2001)
- Wanneer (2002)
- Birgit (2002)
- Beest (2002)
- OG's (2016)

### Albums
- Zonder Boe of Ba (1997)
- Ongecensureerd (2002)